# Code (Semiotik)
In der Semiotik wird der Begriff Code für Kommunikationskonventionen
verwendet. Es sind Regeln und Beschränkungen – ausgesprochene oder unausgesprochene –, die die Bedeutung und Interpretation
der im Text verwendeten Zeichen beeinflussen. 
Aufgabe der Semiotiker ist es unter anderem, diese zu identifizieren und ihre Entwicklung nachzuvollziehen.
Man kann Codes nach der Art des Wissens einteilen, die der Interpret
benötigt, um den Text zu entziffern. So werden unterschieden:
- soziale Codes,
- Textcodes (auch: Repräsentationscodes; Codes bzgl. des Mediums und des Genres) und
- Interpretationscodes (Codes bzgl. der Beziehungen zwischen sozialem und Textcodes).

Diese Einteilung ist allerdings problematisch, da letztlich alle Codes soziale Codes sind.

## Soziale Codes
- Sprachcodes (Aussprache, Satzbau, Wortschatz, Dialekt/Slang)
- Körpercodes (Körperkontakt, Nähe, Auftreten, Gesichtsausdruck, Blick, Gesten, Haltung); Beispiel: das Blickverhalten: So existieren hier u. a.
  - geschlechtsspezifische Unterschiede (Frauen „dürfen“ Männer nur kurz ansehen, Männer Frauen dagegen länger) und
  - Unterschiede zwischen Kontakt-Kulturen (arabische Länder, Südeuropa, Lateinamerika), in denen ein Blickausweichen als Nervosität, Angespanntheit, ohne Selbstbewusstsein, ja sogar als Unehrlichkeit und Unhöflichkeit interpretiert werden kann, und Nichtkontakt-Kulturen, in denen ein zu langes Anblicken („Starren“) als Bedrohung oder Beleidigung aufgefasst werden kann. So darf man bspw. in Kenia seine Schwiegermutter nicht ansehen, und in Japan sollte man statt des Gesichts den Nacken betrachten.
- Codes bzgl. des Lebensstils (Mode, Kleidung, Auto, Wohnung) sowie
- Verhaltencodes (Protokolle, Kleiderordnung/Kleidercode, Rituale, Rollenspiele)

## Textcodes
- Codes über die Fachsprache (z. B. der Mathematik): Nachprüfbarkeit
- ästhetische Codes
- Code bzgl. Genre, Stil und Rhetorik: Erzählstruktur (Handlung, Charakter, Dialog, Umfeld usw.), Gliederung, Argumentation
- technische und formale Codes über Massenmedien (z. B. Formate)

## Interpretationscodes
- Wahrnehmungscodes: Leseverhalten und selbst Filmbetrachtung ist erlerntes Verhalten und wird deshalb eigens studiert.
- Ideologie-Codes: Manche Texte sind unter bestimmten gesellschaftlichen Einflüssen geschrieben worden bzw. werden unter bestimmten Gesichtspunkten interpretiert. Diese Einflüsse werden häufig mit Worten beschrieben, die die Endung „-ismus“ tragen (z. B. Individualismus, Liberalismus, Feminismus, Rassismus, Materialismus, Kapitalismus, Sozialismus, Objektivismus, Populismus, Konsumismus, Konservatismus), im Grunde kann aber jedes Wissen als ideologisch betrachtet werden.